# Günther Ogris
Günther Ogris (* 24. Juli 1960 in Wien) ist Sozialforscher in Österreich. Gemeinsam mit Christoph Hofinger leitete er das private Forschungsinstitut SORA (Institute for Social Research and Consulting). In Österreich erstellte Ogris mit SORA regelmäßig Hochrechnungen und Wählerstromanalysen für den ORF. Diese Zusammenarbeit wurde vom ORF im September 2023 beendet, nachdem ein Strategiepapier für die SPÖ bekannt geworden ist. 

## Werdegang und Tätigkeiten
Günther Ogris studierte zunächst an der Universität Wien und später sozialwissenschaftliche Datenanalyse an der Universität Essex. 
Er ist seit den 80er Jahren in der Sozialforschung tätig, während seines Studiums in Wien war er freier wissenschaftlicher Mitarbeiter des Instituts für empirische Sozialforschung (IFES). Er arbeitete dort zunächst als Interviewer an Umfragen mit, 1983 schrieb er im Auftrag des Instituts einfache Computerprogramme zur statistischen Erfassung und Analyse von Zahlenmaterial. Er engagierte sich bei der Katholischen Jugend, sowie bei der Anti-AKW-, der Friedens- und Ökologiebewegung.
Im Auftrag der österreichischen Bundesregierung entwarf Ogris 1994 die Kommunikationsstrategie für den Beitritt Österreichs zur Europäischen Union. Sein erster internationaler Auftrag war eine Wahlhochrechnung für das öffentlich-rechtliche Fernsehen Tschechiens: Mit dem Geld aus diesem Auftrag gründete er gemeinsam mit Christoph Hofinger 1996 das SORA-Institut, wo er seit 1996 wissenschaftlicher Leiter und Geschäftsführer ist. Von 2000 bis 2002 war er außerdem wissenschaftlicher Leiter des Österreichischen Instituts für Jugendforschung (ÖIJ). Ogris war von 1993 bis 1998 Lehrbeauftragter an verschiedenen Universitäten sowie danach Gesamtleiter des Programms SOQUA – sozialwissenschaftliche Berufsqualifizierung, einer Kooperation der außeruniversitären Institute SORA, ZSI und FORBA.
Günther Ogris war von 2005 bis 2020 Universitätsratsvorsitzender der Sigmund Freud Privatuniversität in Wien.
Die Hochrechnungen und Wahlanalysen für den österreichischen Rundfunk erstellte Ogris von 1996 bis 2023 regelmäßig. Er trat dabei auch an den Wahlabenden von Landtags-, Bundespräsidenten- und Nationalratswahlen in ORF-Sondersendungen auf, in denen er meist gemeinsam mit Christoph Hofinger aus dem ORF-Studio aktuelle Hochrechnungen und Analysen präsentierte.
Günther Ogris ist Mitglied des Beirats der 2012 gegründeten wissenschaftlichen Open-Access-Zeitschrift Momentum Quarterly.
Im September 2023 zog er sich aus der SORA-Geschäftsführung zurück.

## Schriften
- Mit Christian Schaller u. a. (1998): Demokratie und Demokratietheorie (Forschungsbericht im Auftrag des Bundesministeriums für Wissenschaft und Verkehr)
- Kampagne-Effekte. Eine Analyse von Panel-Daten aus dem Wahlkampf 1995, in: Fritz Plasser, Peter Ulram und Günther Ogris (Hg.): Wahlkampf und Wählerentscheidung (Schriftenreihe des Zentrums für angewandte Politikforschung; 11), Wien: Signum Verlag, 1996, S. 119–151.